# B'stars Production
株式会社B'stars Production（ビースターズプロダクション）は、日本の芸能事務所である。所在地は東京都渋谷区初台。代表取締役は井上幹夫。
2015年から加弥乃をマネージメントしている。

## 所属タレント
- 加弥乃

## 関連会社
- 株式会社Producers Japan - 企画プロデュース会社